# Raad voor de Journalistiek
Der Raad voor de Journalistiek ist eine Organisation in den Niederlanden, an die Beschwerden über journalistisches Fehlverhalten eingereicht werden können. Er entspricht in etwa dem Deutschen Presserat und hat seinen Sitz in Amsterdam.
Die Organisation wurde 1960 nach einem Konflikt des Parlamentsredakteurs Henri Faas von der Tageszeitung de Volkskrant mit dem niederländischen Kabinett gegründet, Vorbild war hierbei der britische Press Council. Er ist zur einen Hälfte mit Journalisten, zur anderen Hälfte mit Personen, die sich beruflich mit Journalismus befassen (z. B. Dozenten), besetzt. Der Vorsitz wird von Juristen übernommen. 
Die Urteile des Rates sind zwar nicht rechtlich relevant, aber es besteht eine freiwillige Selbstverpflichtung einer Reihe von Medien, diese Urteile zu publizieren. Des Weiteren wird auch angeboten, zwischen den streitenden Parteien zu vermitteln, so dass ein Gerichtsprozess verhindert werden kann.

## Kritik
Verschiedene Journalisten und Publikationen haben Zweifel am Nutzen des Rates geäußert und seine Abschaffung empfohlen bzw. die Zusammenarbeit verweigert. Ersteres wurde beispielsweise von Pieter Broertjes, Chefredakteur der Volkskrant seit 1995 und Vorsitzender der "Nederlands Genootschap van Hoofdredacteuren" (Niederländischer Chefredakteurverband), vertreten, ein prominentes Beispiel für letzteres ist das auflagenstärkste politische Magazin der Niederlande Elsevier.